# Etnias de Somalia

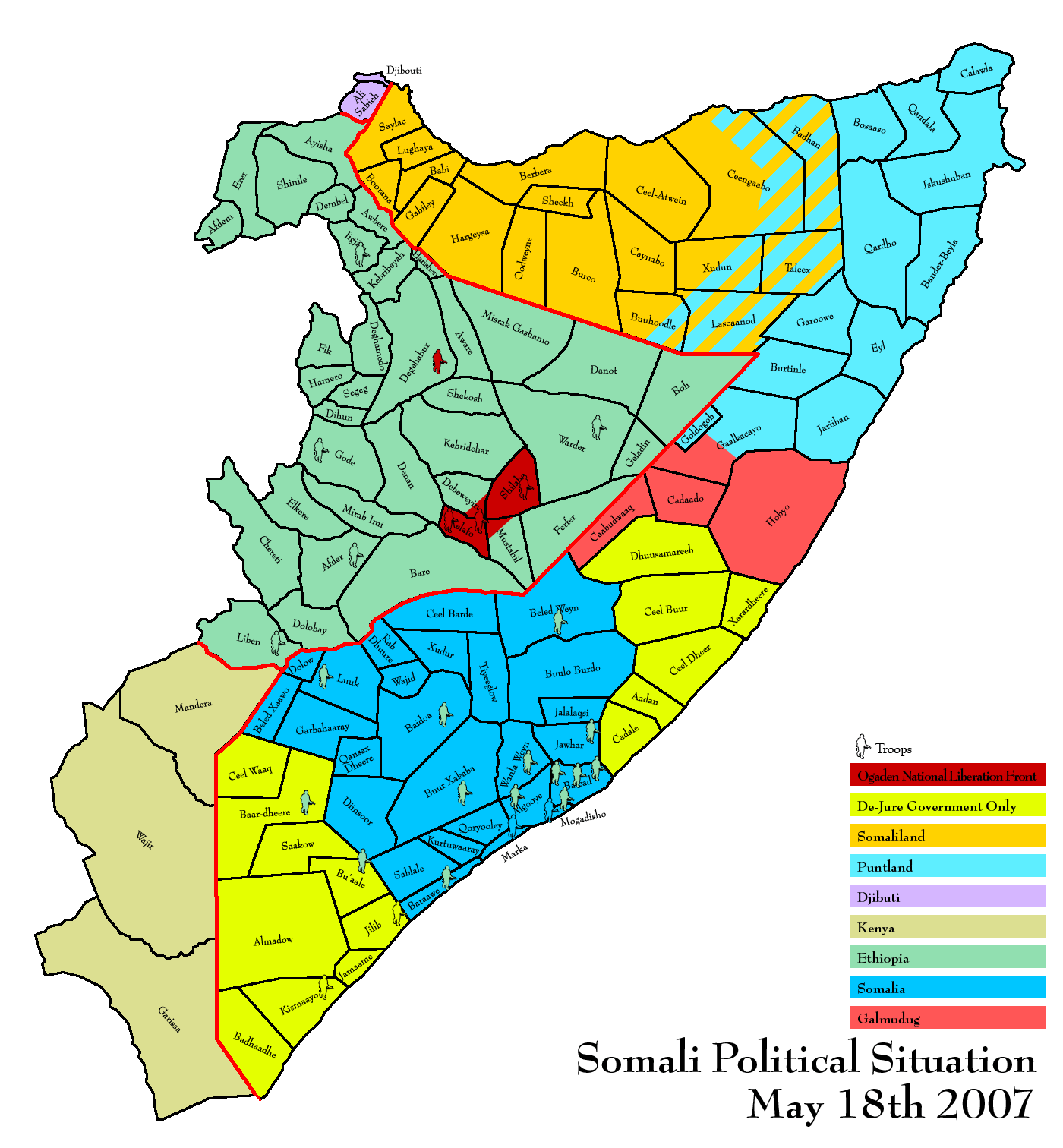
Territorios habitados por los somalíes en el cuerno de África.

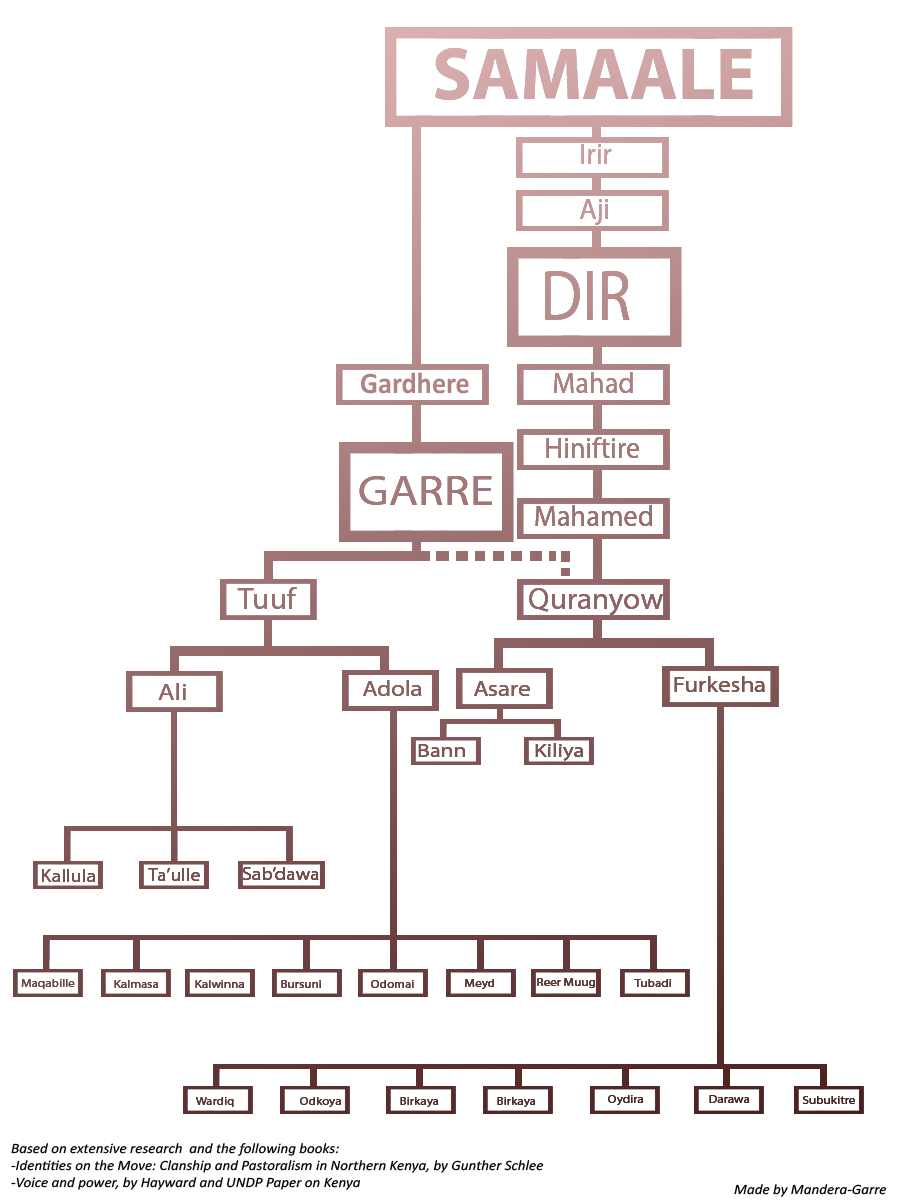
Esta ramificación de clanes a partir de los samalíes y los garre da una idea de la complejidad de las subdivisiones en e mundo de los clanes somalies.

El 85% de los habitantes de Somalia pertenecen a la etnia somalí, que se extiende también por Yibuti, Etiopía, Yemen, y Kenia. Los somalíes son de 15 a 17 millones, aparecen en la misma región hace miles de años, hablan el idioma somalí, viven en pueblos pequeños y son musulmanes suníes. Están divididos en clanes, a los que sus miembros sienten más pertenencia que a la etnia. La historia de Somalia está definida por las relaciones de estos clanes, aunque muchos están dirigidos por señores de la guerra que se han enfrentado con frecuencia. En una serie de señores de la guerra se alió para formar un partido llamado Transitional National Government, Gobierno Nacional de Transición, aunque muchos quedaron fuera, y los enfrentamientos se producen también con las demás tribus. Los clanes más importantes se distinguen también por considerarse clanes nobles y por su estilo de vida nómada, en contraste con los grupos sab, sedentarios, que son las castas de pastores, agricultores y artesanos.
Las demás etnias se conocen como no-somalíes, además de la notable presencia pakistaní, india y etíope en el país. Unos cuantos clanes que no están asociados a los grandes están asociados con ellos.

## Somalíes

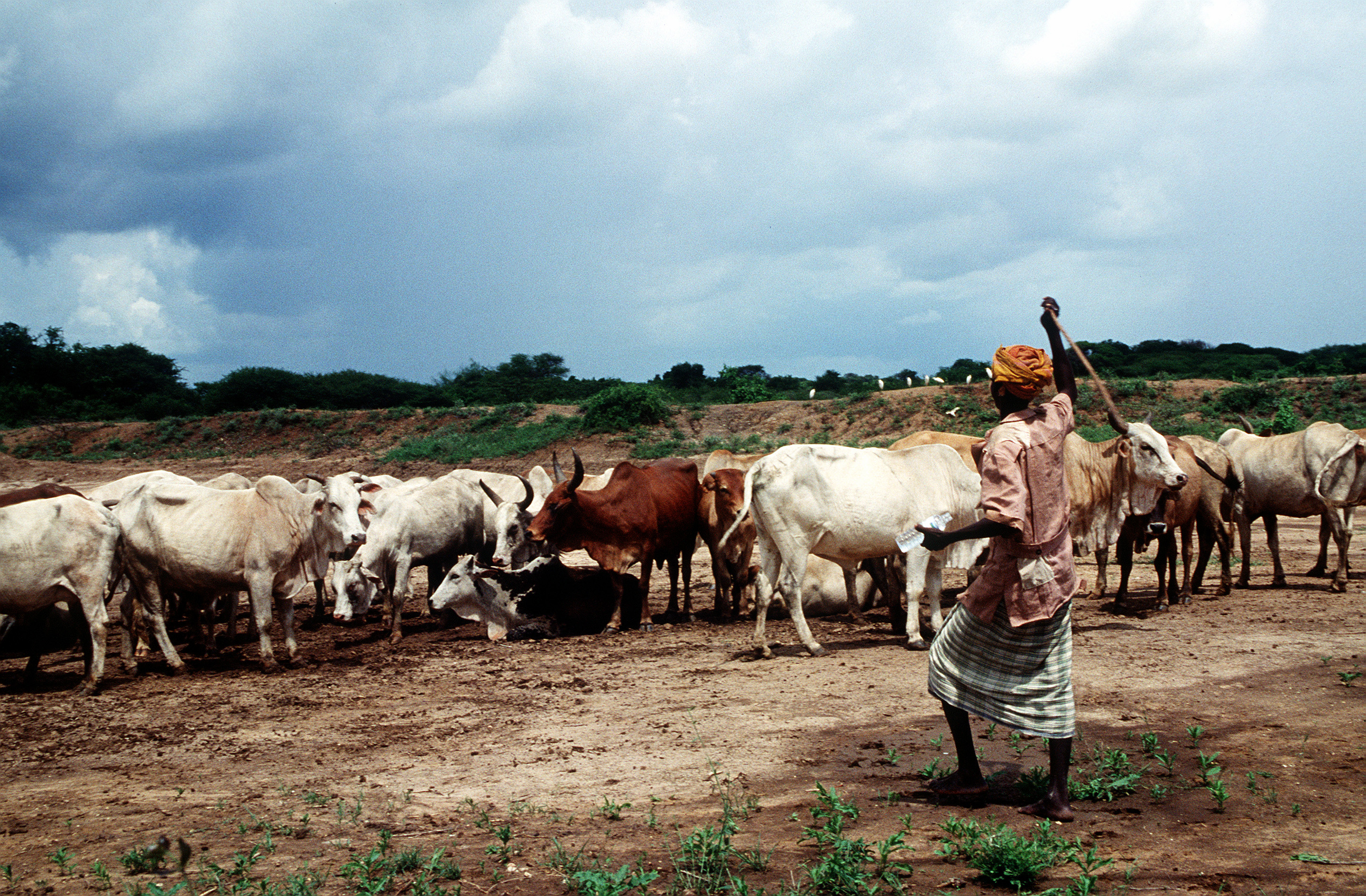
Somalí con su ganado en Kismayo, en 1993

- Somalí. Unos 14 millones. Los cinco clanes, familias o tribus principales son darod, dir, hawiye, isaaq y rahanweyn. Los miembros de estos grandes clanes, sus subclanes y las posteriores divisiones se conocen como samaale, palabra que hace referencia a su economía pastoral; dir y hawiye son los mayores. Los demás clanes se conocen como sab. Cada uno de los grandes clanes se divide en subclanes o clanes principales, y estos a su vez en numerosos subgrupos. Los rahanweyn, que viven en villas que forman racimos en las fértiles regiones del río Shebelle, son 2,7 millones; los garre, un subclan de los darod que viven siguiendo a sus rebaños en las migraciones estacionales y se encuentra sobre todo en Kenia, son 109.000.[4]

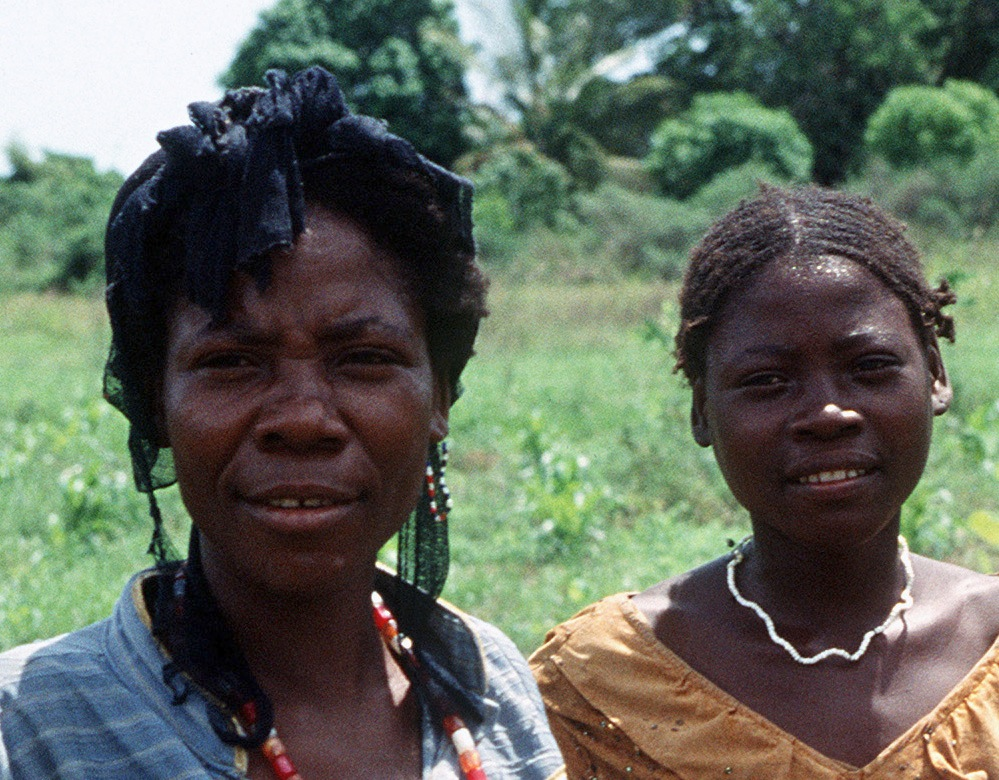
Agricultora Bantú en Kismaayo (Sur de Somalia, 1993)

### Clanes y subclanes somalíes
- Darod, divididos en  Abaskul, Awrtable, Reer-Darwiish, Dishiishe, Jidwaq, Leelkase, Majeerteen, Marehan, Mora'ase, Ogaden y Warsangali.

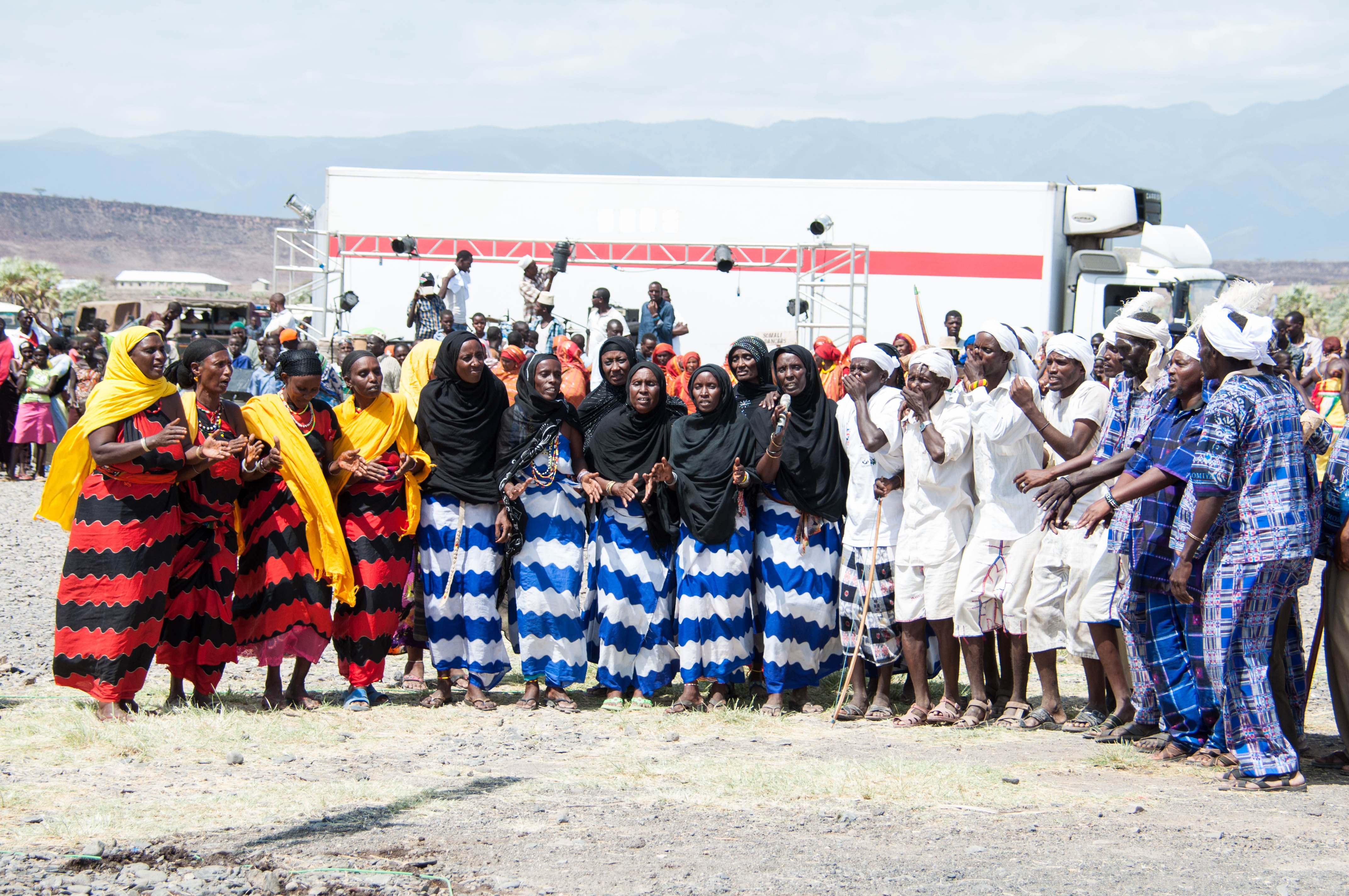
Miembros del clan somalí gabra en el Festival Cultural del lago Turkana, en Kenia.

- Dir, divididos en akisho, issa, bimaal, gadabursi, jaarso, surre, quranyow de los garre, gurgure, garrire, gurre, bajumal y bursuk, a partir de cuatro linajes: Madahweyne, Madaluug, Madoobe y Meha.
  - Garre. Unos 109.000. Clan de los dir que vive entre el sur de Somalia, Kenia y sur de Etiopía. Son pastores nómadas. Se sudividen en los subclanes tuuf y quranyow. Suelen viajar con los camellos, las ovejas y las cabras. Viven en tiendas portátiles hechas con la piel de los animales

- Hawiye, divididos en abgal, karanle, hilibi, daguuro, habar ceyno, habar idinle, cabdalle sabdi, ibraahim, sabdi, abakar, gugundhabe, gorgate, haskul y rarane. Los poblados están formados por familias emparentadas que forman un círculo o semicírculo donde guardan los rebaños. Musulmanes polígamos, pueden tener cuatro esposas y cada una su propia tienda con sus hijos.[6]

- Rahanweyn o rahawiin, divididos en digil y mirifle, y numerosos subclanes. Hablan el idioma maay y numerosos dialectos. A veces se llama a los mirifle como rahanweyn y al clan se le llama digil-ranhanweyn. La suma según algunas fuentes sería de 1,5 millones de individuos.[7]
  - Digil. Viven al sudeste de Somalia, una zona llana y propicia para la práctica de la agricultura, bien regada por los ríos Juba y Shebelle que descienden del macizo etíope. Viven en casas redondas de adobe con techos cónicos de paja.
    - Tunni. Unos 30.000. Son un subgrupo de los digil, que su vez es un subclan de los rahanweyn. Viven en el sur del país, en torno a los ríos Juba y Shebelle. Cultivan bananas, caña e azúcar, maíz, judías, frutas, etc. Forman cooperativas agrícolas supervisadas por un jefe. Viven en chozas redondas de adobe con un techado cónico de paja. Son todos musulmanes.[8]
    - Dabarre. Unos 40.000. Subgrupo de los digil, a su vez subgrupo de los rahanweyn. Son ante todo agricultores, exportan plátanos y cultivan caña de azúcar, sorgo, sésamo, judías y fruta. Hablan af-dabarre.[9]
    - Jiddu. Unos 41.000. Como los demás digil son granjeros. Exportan plátanos, caña de azúcar, etc. Cada aldea está gobernada por n consejo de ancianos.[10]

- Madiban, madhiban o midgan o gabooye. Unos 6.800, en otro tiempo cazadores, ahora artesanos, entre ellos barberos o herreros, son endogámicos y viven separados de las otras castas porque lo somalíes los consideran impuros. Son musulmanes, pero creen en los espíritus.[11][12]

## Otros grupos étnicos
- Bantú. También llamados jareer, gosha o mushunguli. Los bantúes forman la mayor parte del resto de habitantes de Somalia, el 7% de la población, 1 millón. Los bantúes poseen más de 400 grupos étnicos en la zona central de África. Se encuentran en más de 10 países. Los somalíes forman el grupo bantú somalí, que acabaron en Somalia en el marco del comercio árabe de esclavos. Viven en torno a los ríos Juba y Shebelle.

- Benadiri o reer xamar, son una confederación multirracial de pueblos descendientes de los comerciantes de los comerciantes árabes establecidos en la zona en el siglo X y que se unieron a las tribus locales. Viven en los distritos Shangani y Hamarweyne, en Mogadiscio y Merca.

- Bajuni. Es un pueblo pequeño, de unos 10.000 miembros que vive en la costa sur de Somalia. Hablan el idioma suajili. Son pescadores. En total, hablan el suajili unas 240.000 personas en Somalia, con numerosos dialectos, si se añaden los brawan o barawani.[13]

- Árabes omaníes. Unos 86.000 procedentes de emigraciones de Omán en el siglo XIX. Pertenecen a una secta suní llamada Ibadaya.

- Árabes yemeníes. Unos 21.000 procedentes de Yemen, donde hay unas 1.700 tribus o clanes.

- beluchis meridionales o baloch. Hay unos 6.000 baluchis en Somalia, de un pueblo formado por varios millones de individuos procedentes de Baluchistán, en Pakistán, que se han extendido por muchos países. Hablan el idioma baluchi de 20 a 30 millones de personas. Los beluchis meridionales, que emigraron a las tierras árabes hace doscientos años son en torno 1,8 millones, repartidos por Irán, Omán, Catar, Arabia Saudí, Somalia y los Emiratos.[14]